# Persone di cognome Johansen
| Questa pagina contiene informazioni ricavate automaticamente dalle voci biografiche con l'ausilio del template Bio e di un bot. L'aggiornamento è periodico e automatico e ricostruisce completamente la pagina. Se manca una persona in questa lista, sei pregato di non aggiungerla, ma accertati piuttosto che la sua voce biografica contenga il template Bio e che i dati anagrafici siano correttamente compilati. Se il template Bio manca, inseriscilo tu stesso o, in alternativa, metti l'avviso {{tmp\|Bio}} che ne segnala la mancanza. Se i dati riportati sono sbagliati, correggi direttamente la voce biografica; le modifiche saranno visibili in questa lista entro pochi giorni. Per chiarimenti vedi il progetto antroponimi. La lista contiene solo le 59 persone che sono citate nell'enciclopedia e per le quali è stato implementato correttamente il template Bio. Pagina aggiornata al 23 lug 2025. |

Questa è una lista di persone presenti nell'enciclopedia che hanno il cognome Johansen, suddivise per attività principale.

## Allenatori di calcio(2)
- Bjørn Johansen, allenatore di calcio e ex calciatore norvegese (Tromsø, n. 1969)
- Pål Arne Johansen, allenatore di calcio e ex calciatore norvegese (n. 1977)

## Arbitri di calcio(1)
- Anders Johansen, arbitro di calcio norvegese (Brevik, n. 1982)

## Architetti(1)
- John M. Johansen, architetto statunitense (New York, n. 1916 - Brewster, † 2012)

## Biatlete(1)
- Marthe Kråkstad Johansen, biatleta norvegese (n. 1999)

## Biatleti(1)
- Sigleif Johansen, ex biatleta norvegese (Tana, n. 1948)

## Calciatori(29)
- Åge Johansen, ex calciatore norvegese (Sarpsborg, n. 1947)
- Alf Johansen, calciatore norvegese (n. 1903 - † 1974)
- Andrass Johansen, calciatore faroese (Tórshavn, n. 2001)
- Andreas Johansen, calciatore norvegese (Fredrikstad, n. 1901 - † 1978)
- Arne Johansen, calciatore norvegese (n. 1902 - † 1984)
- Arthur Johansen, calciatore norvegese (n. 1904 - † 1984)
- Bernhard Johansen, calciatore norvegese (n. 1929 - † 2006)
- Carsten Johansen, ex calciatore norvegese (n. 1969)
- Dan Anton Johansen, ex calciatore danese (n. 1979)
- Daniel Johansen, calciatore faroese (n. 1998)
- Egil Johansen, calciatore norvegese (Oslo, n. 1962 - Oslo, † 2023)
- Erik Johansen, calciatore norvegese (Gjøvik, n. 1940 - † 2000)
- Geir Johansen, ex calciatore norvegese (Rygge, n. 1968)
- Geir Johansen, ex calciatore norvegese (Tønsberg, n. 1960)
- Harald Johansen, calciatore norvegese (Fredrikstad, n. 1887 - Oslo, † 1965)
- Henry Johansen, calciatore norvegese (Oslo, n. 1904 - Oslo, † 1988)
- Jim Johansen, calciatore norvegese (Harstad, n. 1987)
- Jonas Johansen, ex calciatore norvegese (Tromsø, n. 1985)
- Martin Johansen, calciatore norvegese (Drammen, n. 1893 - Drammen, † 1989)
- Pascal Johansen, ex calciatore francese (Colmar, n. 1979)
- Remi Johansen, calciatore norvegese (Tromsø, n. 1990)
- Roar Johansen, calciatore norvegese (Fredrikstad, n. 1935 - Fredrikstad, † 2015)
- Stefan Johansen, ex calciatore norvegese (Vardø, n. 1991)
- Stig Johansen, ex calciatore norvegese (Kabelvåg, n. 1972)
- Svein Johansen, ex calciatore norvegese (Tromsø, n. 1971)
- Timmi Johansen, ex calciatore danese (Rødovre, n. 1987)
- Tor Egil Johansen, ex calciatore norvegese (Oslo, n. 1950)
- Torben Johansen, calciatore e giocatore di calcio a 5 danese (n. 1957 - † 2012)
- Trond Johansen, ex calciatore norvegese (Sørreisa, n. 1962)

## Canoisti(1)
- Jan Johansen, ex canoista norvegese (Tønsberg, n. 1944)

## Cantanti(2)
- David Johansen, cantante statunitense (New York, n. 1950 - Staten Island, † 2025)
- Jan Johansen, cantante svedese (Stoccolma, n. 1966)

## Cestisti(1)
- Peter Johansen, ex cestista danese (Værløse, n. 1980)

## Ciclisti su strada(1)
- Allan Johansen, ex ciclista su strada e dirigente sportivo danese (Silkeborg, n. 1971)

## Dirigenti sportivi(1)
- Roar Johansen, dirigente sportivo e allenatore di calcio norvegese (Moss, n. 1968)

## Esploratori(1)
- Fredrik Hjalmar Johansen, esploratore norvegese (Skien, n. 1867 - Oslo, † 1913)

## Ginnasti(1)
- Hjalmar Johansen, ginnasta danese (Copenaghen, n. 1892 - Copenaghen, † 1979)

## Giocatori di calcio a 5(1)
- Magnus Johansen, giocatore di calcio a 5 e calciatore norvegese (Hammerfest, n. 1983)

## Informatici(1)
- Jon Lech Johansen, programmatore norvegese (Harstad, n. 1983)

## Pallamaniste(1)
- Kari Mette Johansen, ex pallamanista norvegese (Fredrikstad, n. 1979)

## Pattinatori di velocità su ghiaccio(1)
- Arne Johansen, pattinatore di velocità su ghiaccio norvegese (Oslo, n. 1927 - Ørland, † 2013)

## Pistard(1)
- Julius Johansen, pistard e ciclista su strada danese (Blovstrød, n. 1999)

## Pittori(1)
- Viggo Johansen, pittore danese (Copenaghen, n. 1851 - Copenaghen, † 1935)

## Politici(1)
- Lars Emil Johansen, politico groenlandese (Illorsuit, n. 1946)

## Pugili(1)
- Gotfred Johansen, pugile danese (Copenaghen, n. 1895 - † 1978)

## Registi(1)
- Jannik Johansen, regista e sceneggiatore danese (Danimarca, n. 1965)

## Scacchisti(1)
- Darryl Johansen, scacchista australiano (Melbourne, n. 1959)

## Sciatori alpini(1)
- Truls Johansen, ex sciatore alpino norvegese (n. 1989)

## Sciatrici alpine(2)
- Anne Kristin Johansen, ex sciatrice alpina norvegese
- Eva Unhjem Johansen, sciatrice alpina norvegese (n. 2007)

## Velocisti(2)
- John Johansen, velocista e giavellottista norvegese (n. 1883 - Trondheim, † 1947)
- Mathias Hove Johansen, velocista norvegese (Stavanger, n. 1998)

## Violinisti(1)
- Pete Johansen, violinista norvegese (n. 1962)